# Cima di Fremamorta
La  Cima di Fremamorta (2.731 m s.l.m. - Cime de Frémamorte in francese) è una montagna delle Alpi Marittime.

## Descrizione

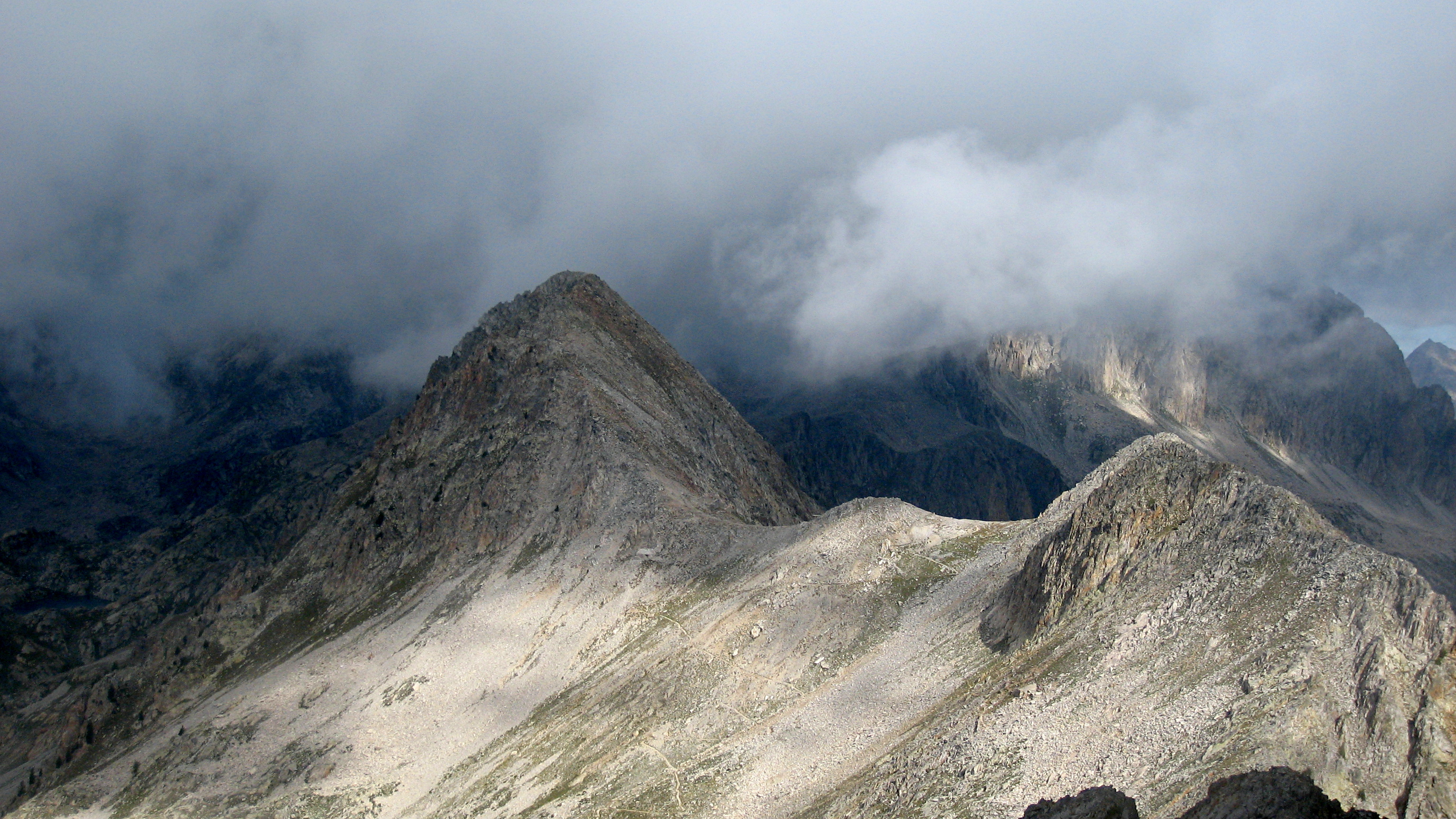
Colle e cima di Fremamorta

La Cima di Fremamorta si trova al confine tra l'Italia (provincia di Cuneo) e la Francia (dipartimento delle Alpi Marittime). Il versante francese appartiene al Parco nazionale del Mercantour, quello italiano al Parco naturale delle Alpi Marittime.

## Accesso
Si può salire sulla vetta passando per il Colle di Fremamorta, con un percorso abbastanza esposto.